# Хавлок (Ајова)
Хавлок (енгл. Havelock) град је у америчкој савезној држави Ајова. По попису становништва из 2010. у њему је живело 138 становника.

## Демографија
Према попису становништва из 2010. у граду је живело 138 становника, што је -39 (-22.0%) становника више него 2000. године.
| Група             | 2000.       | 2010.       |
| Белци             | 173 (97,7%) | 126 (91,3%) |
| Афроамериканци    | 0 (0,0%)    | 0 (0,0%)    |
| Азијати           | 0 (0,0%)    | 1 (0,7%)    |
| Хиспаноамериканци | 0 (0,0%)    | 9 (6,5%)    |
| Укупно            | 177         | 138         |